# Astragalus iskanderi
Astragalus iskanderi es una especie de planta del género Astragalus, de la familia de las leguminosas, orden Fabales.

## Distribución
Astragalus iskanderi se distribuye por Tayikistán, Uzbekistán y Afganistán.

## Taxonomía
Fue descrita científicamente por Lipsky. Fue publicada en Trudy Imp. S.-Peterburgsk. Bot. Sada xxvi. 187 (1910).